# Закон Лапласа
Закон Лапласа  або ж рівняння Юнґа-Лапласа (англ. Young–Laplace equation), — фізичний закон, що описує прямо-пропорційну залежність капілярного тиску від поверхневого натягу {\displaystyle \sigma } на поверхні розділу двох рідин або рідини і газу і від середньої кривини поверхні (тобто {\displaystyle {\frac {1}{R_{1}}}+{\frac {1}{R_{2}}}} .Тут {\displaystyle R_{1}} і {\displaystyle R_{2}} — головні радіуси кривини двох взаємно перпендикулярних нормальних перерізів поверхні):
{\displaystyle \Delta p=\sigma \left({\frac {1}{R_{1}}}+{\frac {1}{R_{2}}}\right)}
Цей закон є одним з основних законів капілярних явищ. Його відкрив П. С. Лаплас в 1806 році.